# Alex Gufler
Alex Gufler (* 30. Juli 2002 in Riffian) ist ein italienischer Rennrodler.
Gufler ist der jüngere Bruder des Rodlers Lukas Gufler. Er startet für das Centro Sportivo Carabinieri, die Sportabteilung der italienischen Carabinieri und besucht die Sportoberschule Mals.

## Junior
Alex Gufler gab sein internationales Debüt bei zwei Rennen des Jugend-A-Weltcups in der Saison 2017/18 in Igls. Im ersten Rennen wurde er noch 46. und damit Drittletzter, das zweite Rennen beendet er schon als 18. Mit 24 Punkten wurde er 46. der Gesamtwertung der Rennserie. Zudem gewann er die Sun-Trophy in St. Moritz, im Jahr darauf wurde er hinter Pawel Repilow Zweiter. Auch Saison 2018/19 kam er erst in der zweiten Saisonhälfte zum Einsatz. Nachdem er in St. Moritz als Zehnter seine erste Top-Ten-Platzierung erreicht hatte, wurde er für das Mannschaftsrennen erstmals in den Junioren-Weltcup berufen und fuhr an der Seite von Verena Hofer dem Doppel Leon Felderer und Lukas Gufler als Dritter direkt auf das Podium. In Winterberg wurde er auf dem 38. Platz liegend nachträglich disqualifiziert. In Oberhof wurde er 19. und kam erneut im Mannschaftsrennen zum Einsatz, bei dem er Vierter wurde. Mit 58 Punkten war er am Ende der Saison 32. der Gesamtwertung des Jugend-A-Weltcups.

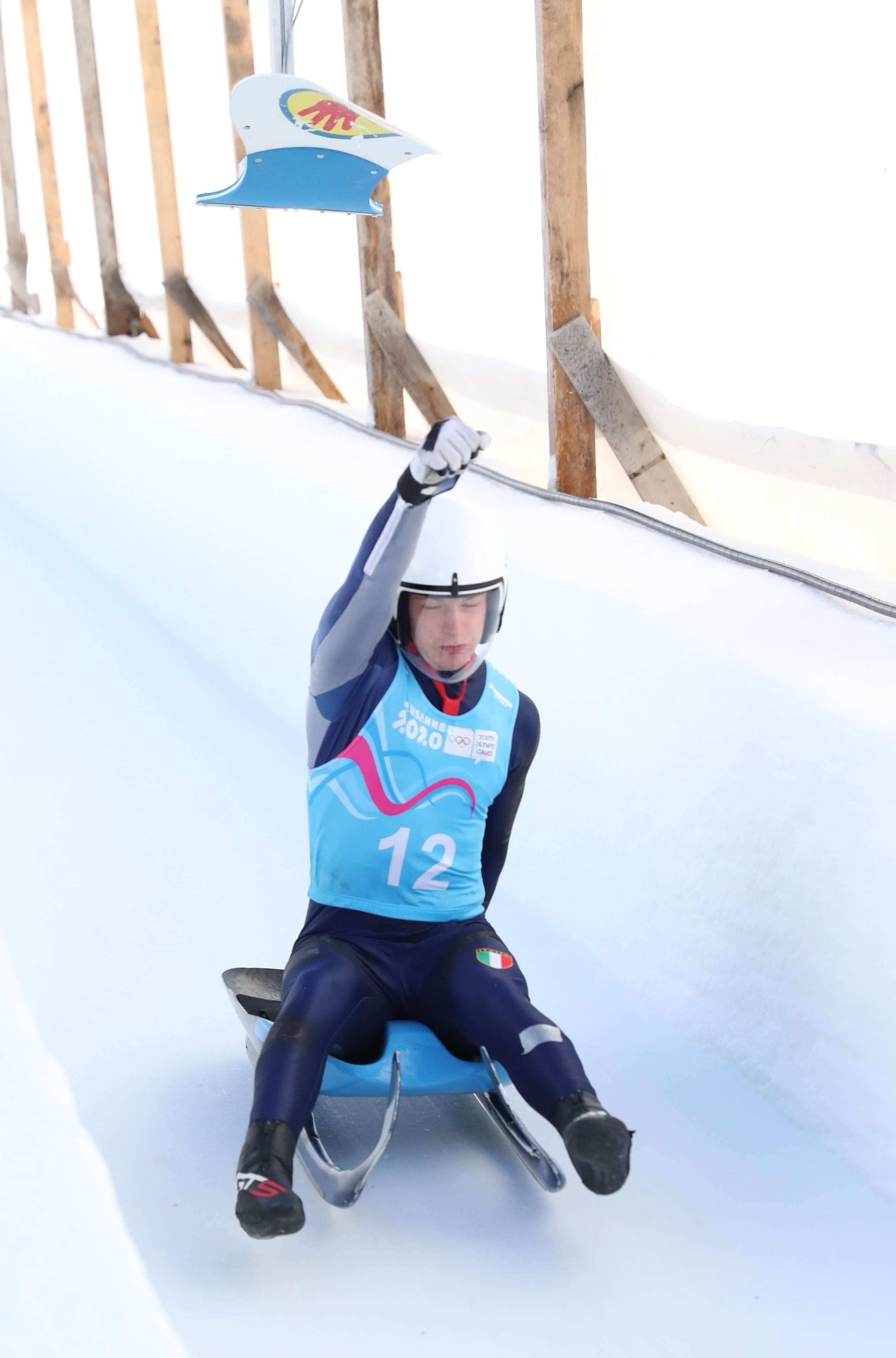
Gufler beim Auslösen des Touchpads beim Teamstaffel-Rennen der Olympischen Jugend-Winterspiele 2020

Zum Auftakt der Saison 2019/20 kam Gufler zu seinem ersten Einsatz im Rahmen des A-Weltcups. In Igls wurde er im Nationencuprennen 25. und verpasste damit klar die Qualifikation für das eigentliche Weltcup-Rennen, ließ aber 14 andere Fahrer hinter sich und gewann zwei Punkte für die Weltcup-Gesamtwertung, womit er den 62. Platz belegte. Mit 16 Punkten war er auch 62. der Gesamtwertung des Nationencups. Danach fuhr er wieder im Junioren-A-Weltcup. Auch hier begann die Saison, mit zwei Rennen, in Igls. Gufler wurde 12. und 20. Es folgten zwei Rennen am Königssee, wo er mit zwei neunten Ränge die ersten einstelligen Platzierungen erreichte. In Altenberg wurde er 18. Es war sein letztes Saisonrennen in der Serie, in der er mit 154 Punkten am Ende 17. wurde. Es folgte der erste Karrierehöhepunkt. Bei den Olympischen Jugend-Winterspielen 2020 von Lausanne wurde er neben Lukas Peccei für die Einzelrennen in St. Moritz nominiert. Nach dem ersten Lauf lag er hinter den beiden Favoriten Gints Bērziņš und Pawel Repilow sowie Timon Grancagnolo auf dem vierten Rang. Nachdem der hinter ihm liegende Pascal Kunze im zweiten Lauf eine noch bessere Zeit fuhr, rutsche Gufler hinter diesen auf den fünften Rang zurück. Da Italien ohne Doppel angetreten war, konnte es keine eigene Staffel stellen. Gufler wurde deshalb an die Seite der Kanadierinnen Kailey Allan sowie den Doppelsitzerinnen Caitlin Nash und Natalie Corless in eine gemischte Teamstaffel berufen und verpasste mit dieser nur um einen Rang, allerdings mit deutlichem Zeitabstand hinter den drittplatzierten Letten erneut recht knapp den Gewinn einer Medaille. Für die letzte Station der Saison in Winterberg wurde er zu seinen ersten Einzelrennen in den Weltcup der Junioren berufen und wurde 18. und 17. Mit 47 Punkten aus zwei Rennen war er 47. der Gesamtwertung. Das erste Rennen in Winterberg waren zugleich die Junioren-Europameisterschaften 2020, in deren Rahmen Gufler 13. wurde. Saisonabschluss waren die Junioren-Weltmeisterschaften 2020 in Oberhof, Gufler wurde 17. des Einzelrennens.

## Erste Schritte bei den Männern
Aufgrund der COVID-19-Pandemie gab es in der Saison 2020/21 keine Rennen in den Jugend- und Junioren-Weltcups. Somit kam Gufler vermehrt zu Einsätzen im Weltcup. Als 15. des Nationencup-Rennens in Igls gelang ihm beim zweiten Versuch die erste Qualifikation für ein Weltcup-Rennen. Bei seinem Debüt belegte er den 27. Platz. Zu weiteren Einsätzen kam er in Winterberg, wo er sich als 18. erneut knapp für das Weltcup-Rennen qualifizierte und dort 30. wurde, sowie am Königssee. Auf der ältesten Kunstbahn der Welt gelang ihm zum dritten Mal in Folge als 15. des Nationencups die Weltcup-Qualifikation, dort kam er auf den 29. Rang.

## Statistik

### Ergebnisse bei Meisterschaften

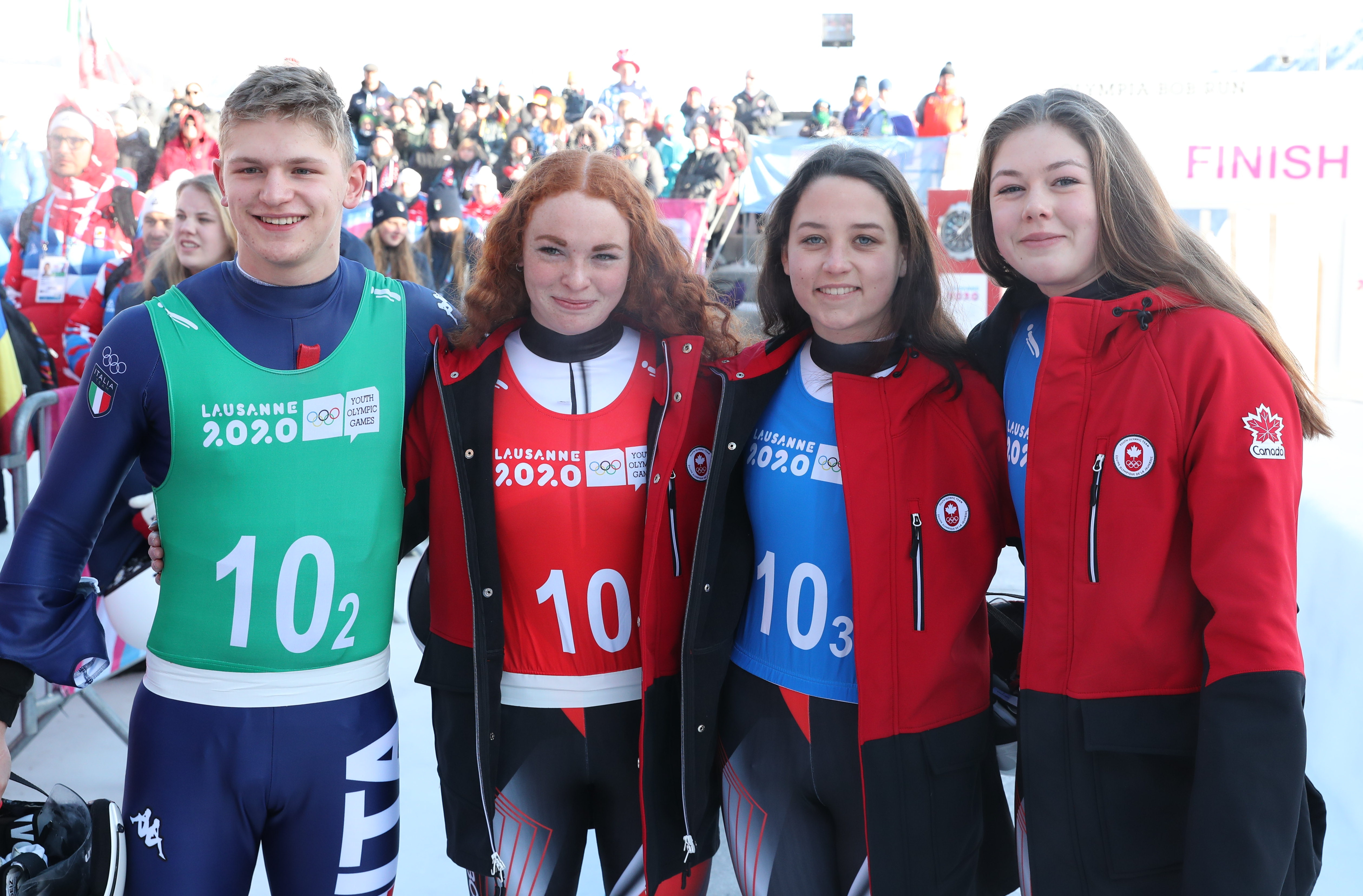
Gufler mit seinen kanadischen Teamstaffel-Kolleginnen bei den Olympischen Jugendspielen 2020

| Jahr | Olympische Spiele | Weltmeisterschaften | Europameisterschaften | U-23-Weltmeisterschaften | U-23-Europameisterschaften | Junioren-Weltmeisterschaften | Junioren-Europameisterschaften |
| ---- | ----------------- | ------------------- | --------------------- | ------------------------ | -------------------------- | ---------------------------- | ------------------------------ |
| 2018 | 0/                | 0/                  | 0–                    | 0/                       | 0–                         | 0–                           | 0–                             |
| 2019 | 0/                | 0–                  | 0–                    | 0–                       | 0–                         | 0–                           | 0–                             |
| 2020 | 05./4. (Jugend)   | 0–                  | 0–                    | 0–                       | 0–                         | 17.                          | 13.                            |

### Platzierungen in Gesamtwertungen
| Saison  | Weltcup | WC-Punkte | Sprintweltcup | Nationencup | NC-Punkte | Juniorinnen-Weltcup | JWC-Punkte | Jugend-A-Weltcup | JAWC-Punkte |
| ------- | ------- | --------- | ------------- | ----------- | --------- | ------------------- | ---------- | ---------------- | ----------- |
| 2017/18 | 0–      | 0–        | 0–            | 0–          | 0–        | 0–                  | 0–         | 46.              | 024         |
| 2018/19 | 0–      | 0–        | 0–            | 0–          | 0–        | 0–                  | 0–         | 58.              | 032         |
| 2019/20 | 62.     | 002       | 0–            | 62.         | 016       | 24.                 | 047        | 17.              | 154         |

## Einzelbelege
1. ↑  Förderschecks für die Sportoberschüler. 1. September 2020, abgerufen am 4. Januar 2021.
2. ↑  Alex Gufler — News. Abgerufen am 4. Januar 2021 (amerikanisches Englisch).
3. ↑  Alex Gufler gibt Talentprobe ab. Abgerufen am 4. Januar 2021.

| Personendaten    | Personendaten            |
| ---------------- | ------------------------ |
| NAME             | Gufler, Alex             |
| KURZBESCHREIBUNG | italienischer Rennrodler |
| GEBURTSDATUM     | 30. Juli 2002            |
| GEBURTSORT       | Riffian                  |